# Гощь
Гощь (в старину также Гоща) — село в Карачевском районе Брянской области, в составе Верхопольского сельского поселения. 
 Расположено в 2 км к юго-востоку от посёлка Тёплое. Население — 295 человек (2010).

## История
Известно с XVIII века (вероятно, существовало и ранее); бывшее владение Львовых, Лавровых, Толбузиных, Константиновых, Мацневых, Никольских, Зыковых и других помещиков.  Имелся деревянный храм во имя Святителя Митрополита Алексия; последнее здание храма было сооружёно в 1797 году на средства помещицы Ф. Похвисневой. В 1840 году храм был перенесен в другое место, в 1930 году - закрыт, ныне не сохранился.
До 1929 года село входило в Карачевский уезд (с 1861 — в составе Верхопольской волости, с 1924 в Карачевской волости). С 1897 года работала церковно-приходская школа.
С 1929 года — в Карачевском районе (до 1930-х гг. являлось центром Гощевского сельсовета).
То же название носила и другая деревня, в Старосельской волости того же уезда (ныне — Докторово, Хвастовичский район Калужской области).

## Население
| Годы      | 1866 | 1878 | 1887 | 1897 | 1926 | 1979 | 1989 | 2002 | 2010 |
| --------- | ---- | ---- | ---- | ---- | ---- | ---- | ---- | ---- | ---- |
| Население | 391  | 476  | 519  | 537  | 699  | 237  | 216  | 330  | 295  |